# روز سكوت
روز سكوت (بالإنجليزية: Rose Scott)‏ (8 أكتوبر 1847 – 20 إبريل 1925) كانت ناشطة أسترالية في مجال حقوق المرأة، دافعت عن حق النساء في الاقتراع والاقتراع العمومي في نيوساوث ويلز في منعطف القرن العشرين. أسست رابطة التعليم السياسي للنساء عام 1902 والتي قامت بحملات بشكل ناجح لرفع سن الرشد إلى السادسة عشر.

## حياتها المبكرة
كانت سكوت ابنة هيلينوس سكوت (1802-1879) وسارة آن سكوت (روسدين قبل الزواج) والمعروفة بسارانا. كانت الطفلة الخامسة من بين ثمانية أطفال، وحفيدة هيلينوس سكوت (1760-1821)، طبيبة أسكتلندية. كان أبناء عمومتها من علماء التاريخ الطبيعي هارييت مورغان (سكوت قبل الزواج) وهيلينا سكوت. درست في المنزل مع أقرب أخواتها أوغوستا. ومنذ سنٍ مبكرة، تأثرت روز سكوت بالظلم الذي لمسته تجاه النساء في التاريخ والأدب مثل جان دارك وكاترينا في ترويض الزبابة.

## عملها في حقوق النساء
في عام 1882، بدأت سكوت بإقامة صالون أدبي أسبوعي في منزلها في سيدني. من خلال هذه الاجتماعات، أصبحت معروفة بشكل جدي بين السياسيين، والقضاة، ومحبي الخير، والكتاب والشعراء. في عام 1889، ساعدت في تأسيس الجمعية الأدبية النسائية، والتي نَمت لتُصبح رابطة حق النساء في الاقتراع في نيوساوث ويلز عام 1891. منحها التحدث في اجتماعات اللجنة ثقة، وأصبحت في النهاية متحدثة عامة بارعة. شاركت في إبريل 1892 في نقاش عام مع زميلتها المناصرة لحق النساء بالاقتراع إيليزا آشتون حول آراء آشتون المثيرة للجدل بخصوص الزواج.
توفيت والدة سكوت عام 1896، وتركت لها منزلًا ودخلًا كافيًا لتسد احتياجاتها. قادها اهتمامها باقتراع النساء للكثير من الدراسة لموقع النساء في المجتمع، ووجدت أن الفتيات الشابات كُن يعملن في المتاجر منذ الثامنة صباحًا وحتى التاسعة مساءً في الأيام العادية، وحتى الحادية عشرة مساءً في أيام السبت. طُلب من بعض هؤلاء البنات المجيء إلى منزلها يوم السبت ووصف الظروف التي عملن فيها، والتقى هناك السياسيون البارزون مثل بيرنارد وايز، ويليام هولمان، دبيلو. إم. هيوز وثوماس بافّين وناقشوا مسودة القانون الذي أصبح في النهاية قانون الإقفال المبكر لعام 1899.
دافعت إصلاحات أخرى، وطَبَّقت في النهاية، تعيين النساء المتزوجات في مراكز الشرطة والنساء المفتشات في المصانع والمتاجر، وتحسينات في ظروف النساء السجينات.
أسست سكوت وأصبحت رئيسة رابطة التعليم السياسي للنساء عام 1902، وهو المنصب الذي شغلته حتى عام 1910. أسست الرابطة فروعًا لها في الولاية وقامت بحملات للمشكلة الأقرب لقلب سكوت: رفع سن الرشد من 14 إلى 16، والذي تحقق عام 1910 بقانون الجرائم (حماية الفتيات). كانت أيضًا رئيسة فرع سيدني لجمعية السلام عام 1908. وشملت حملاتها النسوية الإصلاحية التي شاركت فيها والتي تلت حق النساء في الاقتراع رعاية الأسرة وحضانة الأطفال (1916)، والوضع القانوني للمرأة (1918) وقوانين الجناة الأولين (النساء) 1918.
كانت أيضًا، ولعدة سنوات، أمينةً دوليةً للمجلس الوطني للنساء في نيوساوث ويلز. وعندما تقاعدت عام 1921، قُدمت لها نقود استعملتها في تأسس جائزةٍ لطالبات القانون من النساء، جائزة روز سكوت للمهارة عند التخرج لمرشحة من النساء، في جامعة سيدني. أُجري اكتتاب آخر لكي تُرسم لوحة لها من قبل جون لونغستاف. والتي هي مُعلقةٌ الآن في معرض الفنون في سيدني. كانت سكوت معارضةً للاتحاد والتجنيد الإلزامي. وكانت أنجليكانية داعية للسلام.
توفيت بسبب السرطان في 20 إبريل 1925 في منزلها، لينتون، في جيرسي رود، وولاهرا.
أُطلق اسم روز سكوت على فلكة، في ضاحية كانبيرا التابعة لتشيشولم، تكريمًا لها.